# بطء الحس
بطء الحس أو ضعف الإدراك أو بلادة الإحساس (بالإنجليزية: Bradyesthesia) هوَ فُتور عام بالذكاء مَع نَقص الحس المنظور.